# Консистенция
Консистенцията е степента на взаимодействие между градивните частици на едно тяло или флуид, която намира външен израз в реологичните му свойства, твърдостта, еластичността, плътността и други физични качества.